# Felsen und Hangwälder im Altmühl-, Naab-, Laber- und Donautal
Felsen und Hangwälder im Altmühl-, Naab-, Laber- und Donautal este o arie protejată (arie de protecție specială avifaunistică — SPA) din Germania întinsă pe o suprafață de 4.831,19 ha, integral pe uscat.

## Localizare
Centrul sitului Felsen und Hangwälder im Altmühl-, Naab-, Laber- und Donautal este situat la coordonatele 48°54′35″N 11°50′03″E / 48.9097°N 11.8342°E.

## Înființare
Situl Felsen und Hangwälder im Altmühl-, Naab-, Laber- und Donautal a fost declarat arie de protecție specială avifaunistică în septembrie 2006 pentru a proteja 17 specii de animale.

## Biodiversitate
Situată în ecoregiunea continentală, aria protejată nu include niciun habitat protejat.
La baza desemnării sitului se află mai multe specii protejate de  păsări (17): minunița (Aegolius funereus), pescăruș albastru (Alcedo atthis), buha (Bubo bubo), Charadrius dubius curonicus, barză neagră (Ciconia nigra), porumbel de scorbură (Columba oenas), ciocănitoarea de stejar (Dendrocopos medius), ciocănitoare neagră (Dryocopus martius), Falco peregrinus peregrinus, șoimul rândunelelor (Falco subbuteo), ciuvică (Glaucidium passerinum), sfrâncioc roșiatic (Lanius collurio), Mergus merganser merganser, gaia roșie (Milvus milvus), viespar (Pernis apivorus), ciocănitoare verzuie (Picus canus), silvie de câmp (Sylvia communis).